# Manuel Castro Almeida
Manuel Castro Almeida (ur. 28 października 1957) – portugalski polityk, prawnik i samorządowiec, poseł do Zgromadzenia Republiki, sekretarz stanu (1993–1995, 2013–2015), od 2024 minister.

## Życiorys
Absolwent prawa na Uniwersytecie w Coimbrze, uzyskał uprawnienia adwokata. Pracował w administracji miejskiej w São João da Madeira, a także jako urzędnik w regionalnej komisji do spraw koordynacji i rozwoju. Zaangażował się w działalność polityczną w ramach Partii Socjaldemokratycznej. W 1991, 1995 i 1999 uzyskiwał mandat deputowanego do Zgromadzenia Republiki. W latach 1993–1995 był sekretarzem stanu do spraw edukacji i sportu. W 2001 wybrany na urząd burmistrza São João da Madeira, w 2005 i 2009 z powodzeniem ubiegał się o reelekcję. W ramach PSD pełnił m.in. funkcje zastępcy sekretarza generalnego i wiceprzewodniczącego partii. W 2013 objął stanowisko sekretarza stanu do spraw rozwoju regionalnego, które zajmował do 2015. Podjął praktykę prawniczą w ramach firmy Abreu Advogados.
W kwietniu 2024 objął stanowisko ministra delegowanego ds. spójności terytorialnej w rządzie Luísa Montenegra. W czerwcu 2025 został natomiast ministrem gospodarki i ds. spójności terytorialnej w drugim gabinecie lidera PSD.